# Bambecque
Bambecque est une commune française située dans le département du Nord, en région Hauts-de-France.

## Géographie

### Localisation
Au cœur de l'Houtland (« le pays du bois ») et au bord de l'Yser, ce typique village du cœur de la Flandres est situé à 29 km au sud-est de Dunkerque, et à 55 km au nord de Lille.

### Communes limitrophes
| West-Cappel | Rexpoëde - Oost-Cappel | Beveren (Alveringem) Belgique           |
| Wormhout    | Bambecque              | Roesbrugge-Haringe (Poperinge) Belgique |
| Herzeele    | Herzeele - Houtkerque  | Houtkerque                              |

### Géologie et relief
Le bocage et la prairie ont beaucoup reculé dans le Houtland dans la seconde moitié du XXe siècle, à cause des remembrements qui ont accompagné et permis l'agriculture intensive, et à Herzeele notamment, mais il en reste quelques reliques, dont l'une a justifié un statut de réserve naturelle régionale dans la commune (en 1996) : la Réserve naturelle du Vallon de la Petite Becque. Cette réserve est un des éléments sur lesquels la commune et la région peuvent s'appuyer pour la restauration d'un maillage de corridors biologiques dit en France « Trame verte », depuis le Grenelle de l'Environnement.
L'intensification de l'agriculture s'est traduite par une eutrophisation générale de l'environnement et une dégradation des sols (perte de matière organique, d'humus, érosion et lessivage des engrais et pesticides qui polluent l'eau qui s'écoule vers la mer via l'Yser qui traverse après qu'elle a traversé la Belgique.
Bambecque se situe à une altitude moyenne de 8 m.

### Hydrographie

#### Réseau hydrographique
La commune est située dans le bassin Artois-Picardie. Elle est drainée par l'Yser, la Haende Becque, la Petite Becque, la Zwyne Becque, la Kluythouck Becque, la Meulen Becque, la Schaep Becque et divers autres petits cours d'eau,.
L'Yser est un cours d'eau transfrontalier franco-belge, d'une longueur de 70 km en France, prend sa source dans la commune de Buysscheure. Il s'écoule vers la Mer du Nord, en traversant les Flandres française et belge, et s'y jette à Nieuport en Belgique, dans un estuaire très artificialisé. Les caractéristiques hydrologiques de l'Yser sont données par la station hydrologique située sur la commune. Le débit moyen mensuel est de 1,9 m3/s. Le débit moyen journalier maximum est de 57,129 novembre 202 166,7 m3/s, atteint le même jour.
La Haende Becque, d'une longueur de 12 km, prend sa source dans la commune de Steenvoorde et se jette  dans l'Yser sur la commune, après avoir traversé cinq communes.

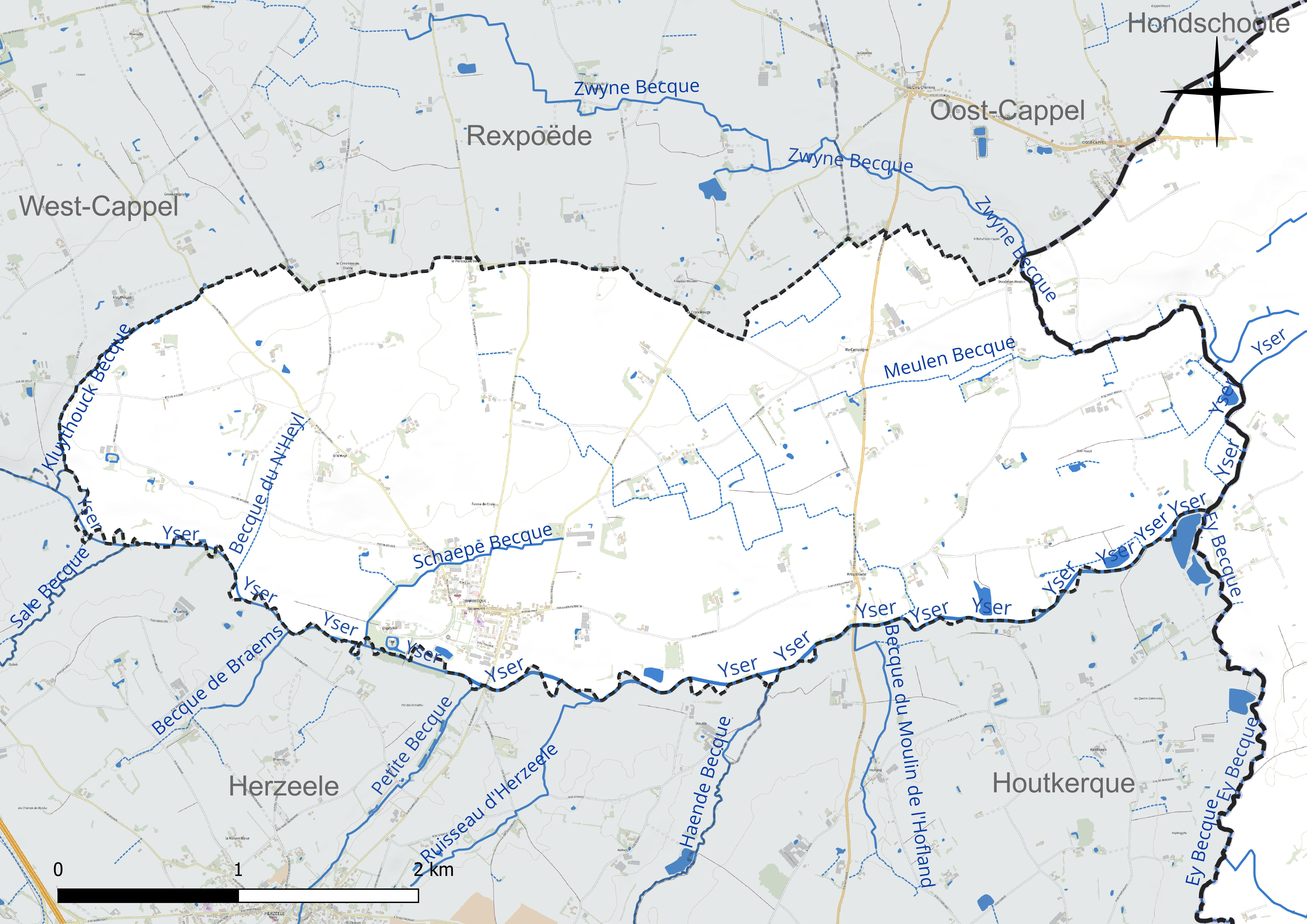
Réseau hydrographique de Bambecque.

#### Gestion et qualité des eaux
Le territoire communal est couvert par le schéma d'aménagement et de gestion des eaux (SAGE) « Yser ». Ce document de planification concerne un territoire de 381 km2 de superficie, délimité par le bassin versant de l'Yser en France. Le périmètre a été arrêté le 8 novembre 2005 et le SAGE proprement dit a été approuvé le 30 novembre 2016. La structure porteuse de l'élaboration et de la mise en œuvre est l'Union syndicale d'aménagement hydraulique du Nord (USAN).
La qualité des cours d'eau peut être consultée sur un site dédié géré par les agences de l'eau et l'Agence française pour la biodiversité.

### Climat
Pour des articles plus généraux, voir Climat des Hauts-de-France et Climat du Nord.
En 2010, le climat de la commune est de type climat océanique altéré, selon une étude du CNRS s'appuyant sur une série de données couvrant la période 1971-2000. En 2020, Météo-France publie une typologie des climats de la France métropolitaine dans laquelle la commune est exposée à un climat océanique et est dans la région climatique Côtes de la Manche orientale, caractérisée par un faible ensoleillement (1 550 h/an) ; forte humidité de l'air (plus de 20 h/jour avec humidité relative > 80 % en hiver), vents forts fréquents.
Pour la période 1971-2000, la température annuelle moyenne est de 10,5 °C, avec une amplitude thermique annuelle de 14,1 °C. Le cumul annuel moyen de précipitations est de 722 mm, avec 12,6 jours de précipitations en janvier et 8,3 jours en juillet. Pour la période 1991-2020, la température moyenne annuelle observée sur la station météorologique la plus proche, située sur la commune de Steenvoorde à 11 km à vol d'oiseau, est de 11,2 °C et le cumul annuel moyen de précipitations est de 727,8 mm,. Pour l'avenir, les paramètres climatiques de la commune estimés pour 2050 selon différents scénarios d'émission de gaz à effet de serre sont consultables sur un site dédié publié par Météo-France en novembre 2022.

## Urbanisme

### Typologie
Au 1er janvier 2024, Bambecque est catégorisée bourg rural, selon la nouvelle grille communale de densité à sept niveaux définie par l'Insee en 2022.
Elle est située hors unité urbaine. Par ailleurs la commune fait partie de l'aire d'attraction de Dunkerque, dont elle est une commune de la couronne,. Cette aire, qui regroupe 66 communes, est catégorisée dans les aires de 200 000 à moins de 700 000 habitants,.

### Occupation des sols
L'occupation des sols de la commune, telle qu'elle ressort de la base de données européenne d'occupation biophysique des sols Corine Land Cover (CLC), est marquée par l'importance des territoires agricoles (97,6 % en 2018), une proportion sensiblement équivalente à celle de 1990 (97,8 %). La répartition détaillée en 2018 est la suivante : 
terres arables (93 %), prairies (4,6 %), zones urbanisées (2,4 %). L'évolution de l'occupation des sols de la commune et de ses infrastructures peut être observée sur les différentes représentations cartographiques du territoire : la carte de Cassini (XVIIIe siècle), la carte d'état-major (1820-1866) et les cartes ou photos aériennes de l'IGN pour la période actuelle (1950 à aujourd'hui).

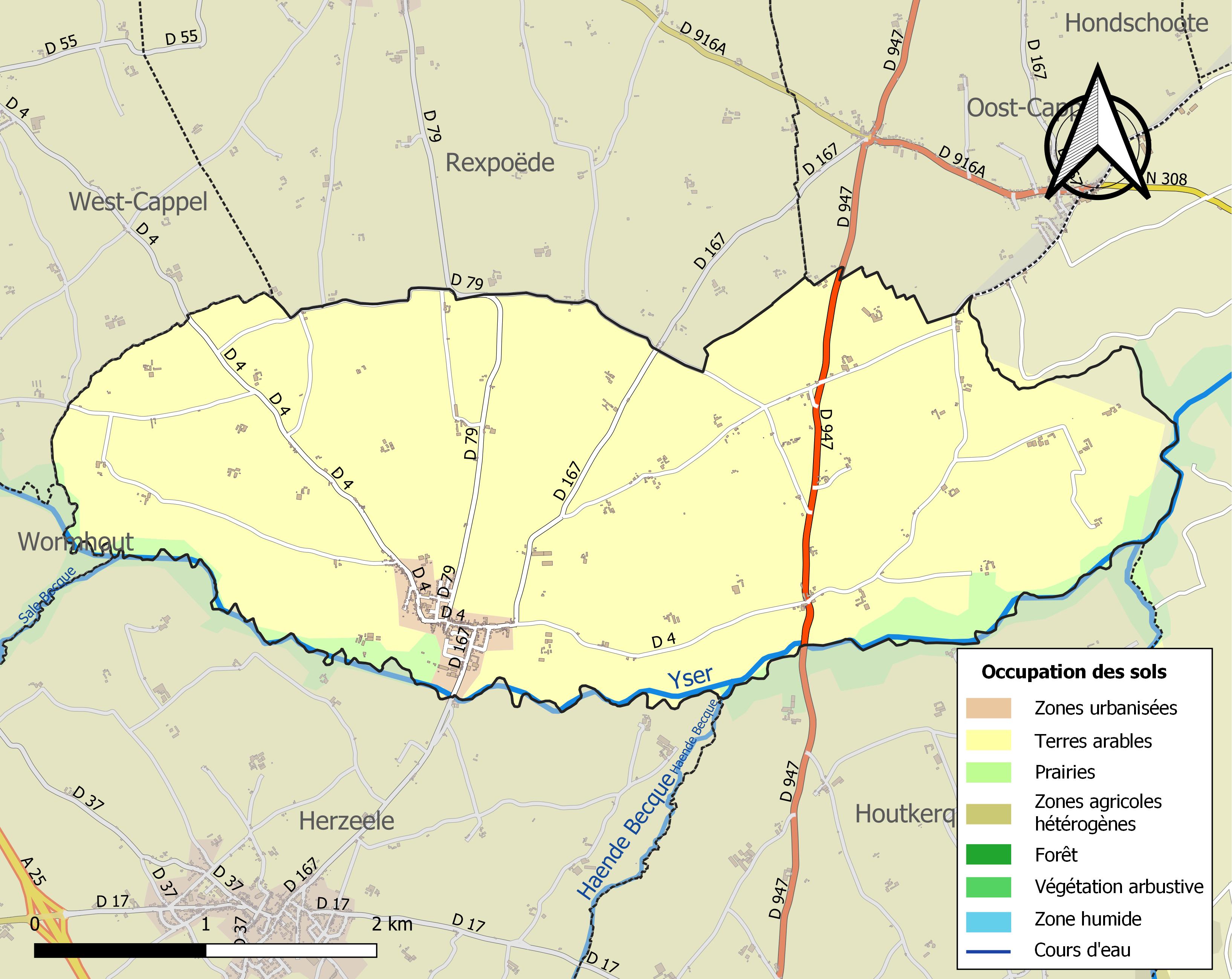
Carte des infrastructures et de l'occupation des sols de la commune en 2018 (CLC).

### Lieux-dits, hameaux et écarts
Le village compte plusieurs hameaux ou lieux-dits, dont le Kruystraete.

### Habitat et logement
En 2019, le nombre total de logements dans la commune était de 339, alors qu'il était de 300 en 2014 et de 278 en 2009.
Parmi ces logements, 91,4 % étaient des résidences principales, 1,3 % des résidences secondaires et 7,3 % des logements vacants. Ces logements étaient pour 97,3 % d'entre eux des maisons individuelles et pour 2,4 % des appartements.
Le tableau ci-dessous présente la typologie des logements à Bambecque en 2019 en comparaison avec celle du Nord et de la France entière. Une caractéristique marquante du parc de logements est ainsi une proportion de résidences secondaires et logements occasionnels (1,3 %) inférieure à celle du département (1,6 %) mais supérieure à celle de la France entière (9,7 %). Concernant le statut d'occupation de ces logements, 73,2 % des habitants de la commune sont propriétaires de leur logement (74 % en 2014), contre 54,7 % pour le Nord et 57,5 pour la France entière.
| Typologie                                               | Bambecque | Nord | France entière |
| ------------------------------------------------------- | --------- | ---- | -------------- |
| Résidences principales (en %)                           | 91,4      | 90,6 | 82,1           |
| Résidences secondaires et logements occasionnels (en %) | 1,3       | 1,6  | 9,7            |
| Logements vacants (en %)                                | 7,3       | 7,8  | 8,2            |

## Toponymie
Le nom de la localité est attesté sous les formes Bambecca en 1220, Banbeke en 1139, Bambeck en 1793.
Le nom tirerait son origine de "ban" qui signifie « territoire protégé par une disposition naturelle » et "becque" qui signifie « ruisseau », soit « territoire protégé par un ruisseau ».[réf. nécessaire]
- En néerlandais / flamand : Bambeke.

## Histoire

### Ancien Régime
Du point de vue religieux, la commune était située dans le diocèse de Thérouanne puis dans le diocèse d'Ypres, doyenné de Bergues.
Bambecque était le siège d'une seigneurie et d'une ammanie (circonscription administrative) relevant de la châtellenie de Bergues-Saint-Winoc et du diocèse d'Ypres.
Le nom de certains seigneurs est connu :
Dans un acte du comte de Flandre Thierry d'Alsace en 1160, figure Robert de Bambecque.
En 1273, il est question d'une Marguerite de Bambeke, laquelle a donné à l'abbaye des Dunes une rente annuelle de trente sous, ce qu'attestent les échevins de Dixmude, elle a plusieurs héritiers dont Nicolas Vos.
Au XIVe siècle, le titulaire de la seigneurie était Robert de Fiennes dit Moreau, sire de Fiennes, connétable de France, un grand seigneur. Robert obtint la haute justice sur sa seigneurie du comte de Flandres Louis II de Flandre en 1366.
En 1406, Louis de Bambecque dit Gallois, chevalier, était seigneur de Bambecque. Sa fille Guillemine épouse Jacques de Flandres Drincham, bailli de Furnes, descendant d'un fils naturel du comte de Flandres Louis II de Flandres, (voir Seigneurs de Drincham).
La seigneurie passe à leur fils Simon de Flandres Drincham qui épouse Jeanne de Wissocq, dame de Nieurlet.
Leur fils Jacques meurt prématurément et leur fille Marguerite devient l'héritière de la seigneurie, avec celle de Nieurlet et devient donc dame de Bambecque et de Nieurlet.
Elle épouse en premières noces Denis de Saint-Omer, seigneur de Morbecque (seigneurs de Capple), et en secondes noces Charles de Hallwin (Halluin), seigneur de Piennes, chambellan de Philippe Le Beau, roi de Castille. Charles de Hallwin est lui aussi un grand seigneur (voir Seigneurs de Drincham).
En 1551,  Claude d'Hallwin, seigneur de Bambecque, sire de Nieurlet, est « capitaine de la ville de Dunkerque » pour le compte de l'Espagne, alors détentrice de la région. Il possède un château à West-Cappel où il se trouve lorsque la France prend en 1557 Calais, jusque là anglaise, et alors qu'une épidémie de peste, amenée par une flotte espagnole sévit à Dunkerque. On le prie alors de rejoindre son poste
La petite fille de Charles de Hallwin fera passer la seigneurie de Bambecque dans la famille de Bonnières en épousant Jean de Bonnières. Un descendant du couple sera Adrien Louis de Bonnières, duc de Guînes.
Adrien vendit la seigneurie à Robert de Lattre d'Atkerque lequel la possédait en 1789.
Est également retrouvé en 1632, un autre seigneur de Bambecque : le 3 février 1632, sont rendues des sentences de noblesse pour Robert le Vasseur, licencié es lois, seigneur de Bambecque, bailli général de la comté de Seninghem et échevin de la ville de Saint-Omer. Ces sentences ont été enregistrées le 4 juillet 1766 à la demande de Charles François Joseph le Vasseur, seigneur de Bambecque, lieutenant des maréchaux de France à Aire. Ses armes sont « D'or à une rose de gueules percées », timbrées d'un heaume d'où sort un cygne aux ailes étendues.
En juillet 1776, sont données à Versailles, des lettres de chevalerie héréditaire données à Charles François Joseph Le Vasseur de Bambecque, gentilhomme de la province d'Artois, lieutenant des maréchaux de France qui obtient pour supports à ses armes deux lions d'or armés et lampassés de gueules. Il descend d'une famille reconnue pour noble dès le XVe siècle, est entré au service en 1739 comme cornette dans le régiment de Clermont-Tonnerre (cavalerie), a participé à la bataille de Dettingen en 1743, gravement blessé le 14 octobre 1743, nommé lieutenant, a dû quitter le service pour cause de santé et prendre une charge de lieutenant des maréchaux de France.

### Révolution française et Empire
Le nom Van Bambeke se transmit au-delà de la Révolution française qui abolit les titres de noblesse : en 1893, un Van Bambeke est employé à l'état civil de Lille et habite rue Gambetta à Lille.
Le prêtre Jordaens, curé de Bambecque, refuse en 1791 de prêter le serment de fidélité à la constitution civile du clergé. Vandenheede curé constitutionnel de Rexpoëde et se voulant farouche patriote, le dénonce le 21 mai 1793. Il le dit « dangereux au salut de la République » et signale au district de Bergues, qu'il se cache chez sa mère. Jordaens va être arrêté.
En août septembre 1793, comme beaucoup de villages environnants Bambecque fut au cœur de l'affrontement entre la République française et les troupes alliées coalisées contre elle. L'ennemi entreprend le siège de Dunkerque avec des détachements disposés dans les villages proches d'Hondschoote pour surveiller et empêcher le mouvement des troupes françaises. Stationnent ainsi à Bambecque des troupes de réserve ennemies. Un combat entre alliés et français va avoir lieu à Bambecque le 6 septembre 1793, prélude à la Bataille de Hondschoote remportée par la France qui amènera le départ de la région des troupes ennemies.

### Époque contemporaine

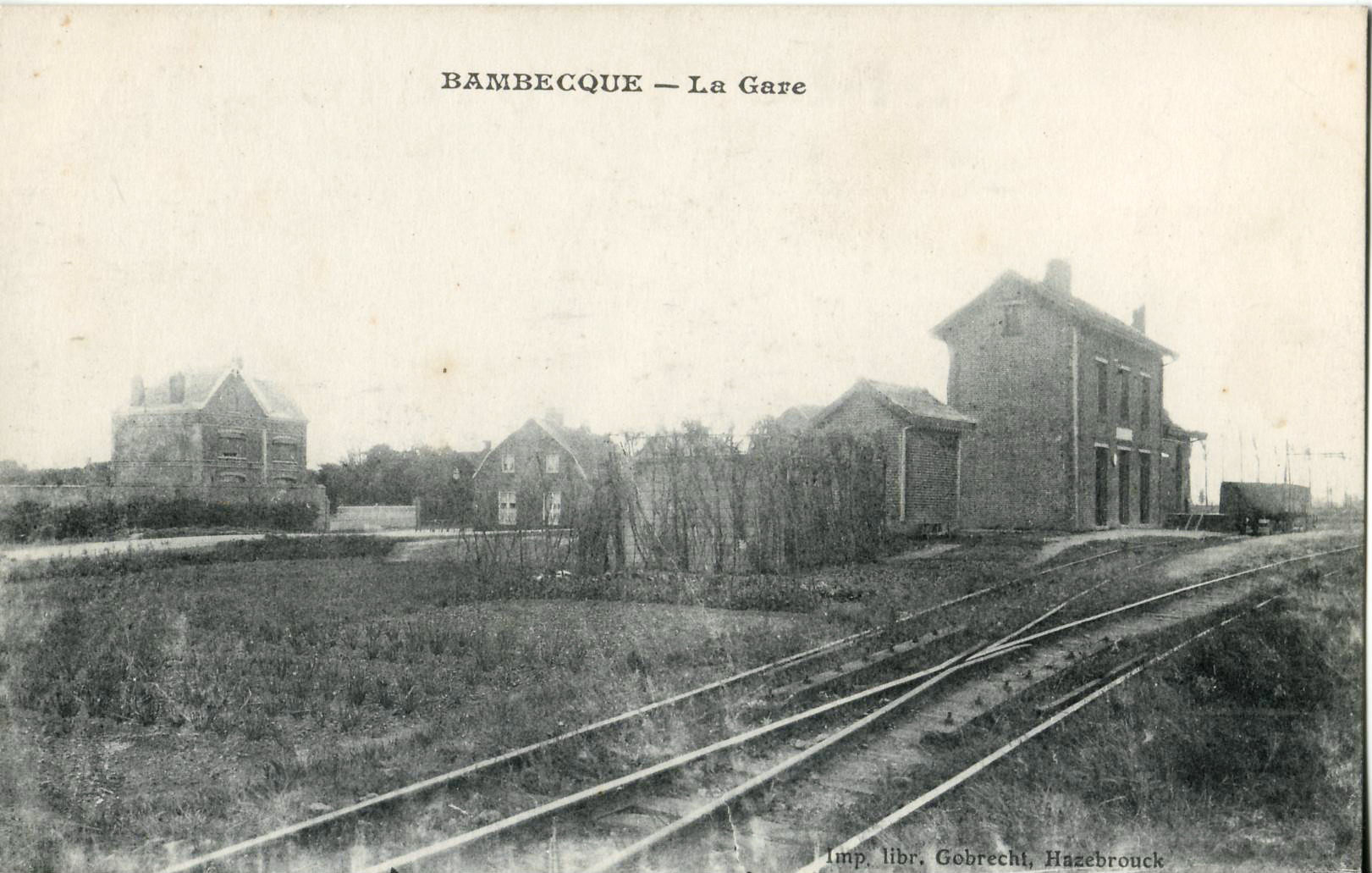
La gare.

En 1895, avant le développement de l'automobile, et à l'époque des petits trains dans les campagnes, la Gare de Bambecque se trouve sur une voie ferrée des Chemins de fer des Flandres, un chemin de fer secondaire qui relie Honschoote à Hazebrouck, via Rexpoëde,  Bambecque, Herzeele, Winnezeele, Steenvoorde, Terdeghem, Saint-Sylvestre-Cappel, Hondeghem, Weke-Meulen. Le trajet dure 1h35, trois trains circulent par jour dans les deux sens. De Rexpoëde, une autre ligne mène à Bergues.

#### Première Guerre mondiale
Pendant la Première Guerre mondiale, Bambecque est une des communes avec Hondschoote, Wormhout, Wylder, Herzeele, Socx, Killem, Oost-Cappel, Warhem, West-Cappel, Quaëdypre, Bissezeele à faire partie du commandement d'étapes installé à Rexpoëde, c'est-à-dire un élément de l'armée organisant le stationnement de troupes, comprenant souvent des chevaux, pendant un temps plus ou moins long, sur les communes dépendant du commandement, en arrière du front.
Le 1er septembre 1917, plus de 4000 soldats stationnent sur la commune de Bambecque, soit environ 5 fois le nombre d'habitants à l'époque.
Le 17 août 1916, un soldat atteint de fièvre typhoïde a été signalé et pris en charge. Le cas ayant été constaté dans un estaminet, l'entrée en a été interdite.
Le 8 janvier 1917, des troupes anglaises, 420 hommes et 8 officiers, sont accueillies à Bambecque, entre la Kruystraete et Oost-Cappel, dans les parties sud et centrale de la commune. Fin avril 2017, des troupes belges cantonnent sur Bambecque. En septembre 1917, y sont retrouvés des tirailleurs sénégalais, ainsi que des tirailleurs malgaches, ou encore des Canadiens.
Le 7 février 1917, vers 11h45, un avion allemand a tiré à la mitrailleuse dans le secteur Oost-Cappel, La Kruystraete (Bambecque) où sont cantonnés des Anglais. Une villageoise qui lavait dans sa cour a été blessée à la cuisse gauche.
En début d'année 1917, des guetteurs postés dans le clocher de l'église de Bambecque surveillent les environs. Ils sont arrivés le 9 octobre 1916. Le 25 février 1917, les postes de guetteurs sont transférés à environ un km dans une baraque au lieu-dit « R'Heyl » ou « « K'Heyl ».
En juillet 1917, deux régiments d'aérostiers, soit 330 hommes de troupe encadrés par 8 officiers stationnent quelque temps sur Bambecque.
Début août 1917, une compagnie de travailleurs (membres de l'arme du génie) anglais s'est installée sous des tentes près de la ligne anglaise et du chemin (de fer?) qui va de Rexpoëde à Bambecque sur la commune de Bambecque. Et quelques jours plus tard est arrivée et s'est installée une compagnie de travailleurs canadiens (7 officiers, 233 hommes de troupe) sous des tentes, dans les environs de la gare anglaise de Rousbrugghe sur la commune de Bambecque.
Le 16 août 1917, un cas de rage est suspecté à Bambecque : un chien a mordu trois personnes et six chiens. Deux personnes ont été protégées par leurs vêtements, le troisième, un adolescent de 17 ans, Adrien Falevée, fils du maréchal-ferrant, propriétaire du chien « mordeur », a été touché à un doigt. Soigné par le médecin major d'un régiment d'infanterie stationné sur le village, il va être dirigé vers l'institut Pasteur à Paris.Trois des chiens mordus ont été tués, les trois autres sont attachés chez leurs maîtres, en observation. Le 17 août, les recherches faites pour retrouver le chien suspect sont restées sans résultat.
Le 19 août 1917, vers 22 h 10, un avion allemand a fait une incursion, l'alerte a été donnée  par les cloches de l'église de Rexpoëde, une batterie anglaise de  D.C.A (Défense contre l'aviation) stationnée à West-Cappel a tiré plusieurs salves. Une bombe d'aéroplane lancée vers 22 h 15, a été retrouvée le lendemain matin à 50 mètres de la sortie est de Bambecque, dans un champ de pommes de terre. Elle est enterrée à un mètre de profondeur et n'a pas explosé. Une sentinelle a été placée par le 1er régiment d'infanterie pour éviter tout contact. Un adjudant du grand parc d'artillerie a déterré le projectile, l'a désarmé et l'a emporté (poids : 92 kg).
Deux autres bombes plus petites, l'une éclatée ayant fait un petit entonnoir, l'autre non, ont été retrouvées le 21 août 1917 dans un champ à proximité du carrefour du Perroquet Vert.

## Politique et administration

### Rattachements administratifs et électoraux

#### Rattachements administratifs
La commune se trouve depuis 1903 dans l'arrondissement de Dunkerque du département du Nord.
Elle faisait partie depuis 1793 du canton d'Hondschoote. Dans le cadre du redécoupage cantonal de 2014 en France, cette circonscription administrative territoriale a disparu, et le canton n'est plus qu'une circonscription électorale.

#### Rattachements électoraux
Pour les élections départementales, la commune fait partie depuis 2014 du canton de Wormhout
Pour l'élection des députés, elle fait partie de la quatrième circonscription du Nord.

### Intercommunalité
Banbecque était membre de la communauté de communes de Flandre, un établissement public de coopération intercommunale (EPCI) à fiscalité propre créé en 2001 et auquel la commune avait transféré un certain nombre de ses compétences, dans les conditions déterminées par le code général des collectivités territoriales.
Dans le cadre de la mise en œuvre de la réforme des collectivités territoriales françaises (2008-2012), cette intercommunalité a fusionné avec ses voisines pour former, le 31 décembre 2013, la communauté de communes des Hauts de Flandre dont est désormais membre la commune.

### Liste des maires
| Période                                  | Période                       | Identité                           | Étiquette | Qualité |
| ---------------------------------------- | ----------------------------- | ---------------------------------- | --------- | --- |
| Les données manquantes sont à compléter. |                               |                                    |           | |
| 1802                                     | 1808                          | Pierre Jordaens,                   |           | |
| Les données manquantes sont à compléter. |                               |                                    |           | |
|                                          | 1852                          | Jean Baptiste Blanckaert           |           | |
| 1852                                     | 1860                          | Francois Ambroise Outters          |           | |
| 1860                                     | 1896                          | Charles Louis Désiré Van Bockstaël |           | Cultivateur, propriétaire                                                                                                   |
| 1896                                     | 1908                          | Henri Benoit Outters               |           | |
| 1908                                     | 1936                          | Remi Jules Julien Verriele         |           | Également président de la délégation spéciale remplissant les fonctions du conseil municipal dissout (aout -septembre 1936) |
| 1936                                     | 1971                          | Joseph Soyer                       |           | |
| 1971                                     | 1995                          | Claude Hubau                       |           | Agent d'assurances |
| 1995                                     | mars 2008                     | Bernard Dewitte                    |           | Enseignant |
| mars 2008                                | En cours (au 2 décembre 2021) | Grégoire Francke                   |           | Agriculteur Réélu pour le mandat 2020-2026,                                                                                 |

## Équipements et services publics

### Enseignement
Bambecque fait partie de l'académie de Lille. La commune compte l'école communale et une école maternelle et primaire privée.

## Population et société

### Démographie

#### Évolution démographique
L'évolution du nombre d'habitants est connue à travers les recensements de la population effectués dans la commune depuis 1793. Pour les communes de moins de 10 000 habitants, une enquête de recensement portant sur toute la population est réalisée tous les cinq ans, les populations de référence des années intermédiaires étant quant à elles estimées par interpolation ou extrapolation. Pour la commune, le premier recensement exhaustif entrant dans le cadre du nouveau dispositif a été réalisé en 2006.

En 2022, la commune comptait 842 habitants, en évolution de +13,63 % par rapport à 2016 (Nord : +0,51 %, France hors Mayotte : +2,11 %).
| 1793  | 1800  | 1806  | 1821  | 1831  | 1836  | 1841  | 1846  | 1851  |
| ----- | ----- | ----- | ----- | ----- | ----- | ----- | ----- | ----- |
| 1 000 | 1 019 | 1 139 | 1 143 | 1 139 | 1 164 | 1 156 | 1 168 | 1 126 |

| 1856  | 1861  | 1866  | 1872 | 1876 | 1881 | 1886 | 1891 | 1896 |
| ----- | ----- | ----- | ---- | ---- | ---- | ---- | ---- | ---- |
| 1 077 | 1 050 | 1 014 | 953  | 985  | 998  | 982  | 974  | 919  |

| 1901 | 1906 | 1911 | 1921 | 1926 | 1931 | 1936 | 1946 | 1954 |
| ---- | ---- | ---- | ---- | ---- | ---- | ---- | ---- | ---- |
| 883  | 875  | 851  | 820  | 763  | 741  | 702  | 735  | 677  |

| 1962 | 1968 | 1975 | 1982 | 1990 | 1999 | 2006 | 2011 | 2016 |
| ---- | ---- | ---- | ---- | ---- | ---- | ---- | ---- | ---- |
| 614  | 642  | 614  | 614  | 589  | 655  | 673  | 739  | 741  |

| 2021 | 2022 | - | - | - | - | - | - | - |
| ---- | ---- | - | - | - | - | - | - | - |
| 832  | 842  | - | - | - | - | - | - | - |

#### Pyramide des âges
La population de la commune est relativement jeune.
En 2018, le taux de personnes d'un âge inférieur à 30 ans s'élève à 37,1 %, soit en dessous de la moyenne départementale (39,5 %). À l'inverse, le taux de personnes d'âge supérieur à 60 ans est de 19,8 % la même année, alors qu'il est de 22,5 % au niveau départemental.
En 2018, la commune comptait 415 hommes pour 391 femmes, soit un taux de 51,49 % d'hommes, largement supérieur au taux départemental (48,23 %).
Les pyramides des âges de la commune et du département s'établissent comme suit.
| Hommes | Classe d’âge | Femmes |
| ------ | ------------ | ------ |
| 0,5    | 90 ou +      | 0,6    |
| 6,2    | 75-89 ans    | 6,9    |
| 11,6   | 60-74 ans    | 13,8   |
| 22,3   | 45-59 ans    | 20,2   |
| 22,4   | 30-44 ans    | 21,1   |
| 13,6   | 15-29 ans    | 14,1   |
| 23,2   | 0-14 ans     | 23,3   |

| Hommes | Classe d’âge | Femmes |
| ------ | ------------ | ------ |
| 0,5    | 90 ou +      | 1,4    |
| 5,3    | 75-89 ans    | 8,1    |
| 14,8   | 60-74 ans    | 16,2   |
| 19,1   | 45-59 ans    | 18,4   |
| 19,5   | 30-44 ans    | 18,7   |
| 20,7   | 15-29 ans    | 19,1   |
| 20,2   | 0-14 ans     | 18     |

### Manifestations culturelles et festivités
La fête communale est fixée au premier dimanche d'octobre.

## Culture locale et patrimoine

### Lieux et monuments

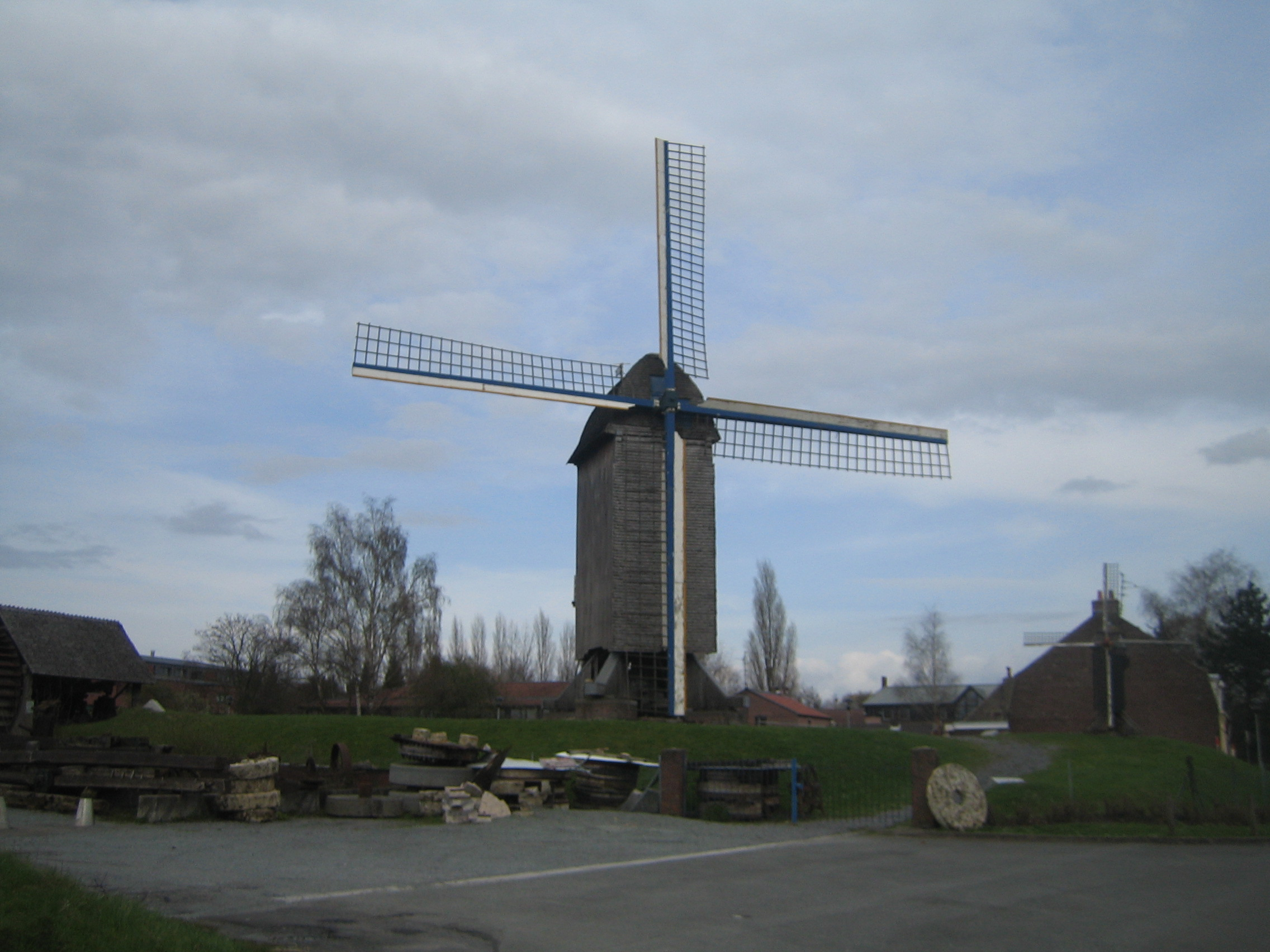
Moulin à farine.

- Château d'Engelshof (1789) classé au titre des Monuments historiques[59].
- L'église Saint-Omer, XIIe siècle – environ 1600. C'est une église-halle gothique, partiellement en brique. Elle a trois nefs sous trois toits longitudinaux parallèles. Elle fut dévastée pendant la guerre des Gueux qui ravagèrent la Flandre, et fut restaurée au XVIIIe siècle[60]. Elle figure à l'inventaire des Monuments historiques[61]. Elle contient des confessionnaux datant de 1669, une chaire datant de 1732, des boiseries et un banc de communion en fer forgé datant du XVIIIe siècle, des monstrances (ostensoirs) en argent datant des XVIIe et XVIIie siècles, deux plats d'offrande en cuivre repoussé du XVIe siècle. On y trouve également une statue en bois exotique réalisée par Mlle Wils, sculptrice, représentant Rémi Isoré[24]
- Moulin à farine, installé à Bambecque de 1776 à 1895, puis à Ruminghem et installé depuis 1984 sur le site du musée des moulins à Villeneuve-d'Ascq.
- Jardin botanique du Val d'Yser, jardin botanique situé à Bambecque

### Personnalités liées à la commune
- Rémi Isoré (1852-1900), né à Bambecque, missionnaire jésuite, assassiné en Chine pendant la guerre des Boxers, béatifié en 1954.

### Héraldique
| Blason de Bambecque | Blason  | D'argent au lion de sable, armé et lampassé de gueules. |
| Blason de Bambecque | Détails | Le statut officiel du blason reste à déterminer.        |

## Pour approfondir